# Maria Ugolkova
Maria Ugolkova (russisch Мария Юрьевна Уголькова ‚Marija Jurjewna Ugolkowa‘; geboren am 18. Juli 1989 in Moskau) ist eine ehemalige Schweizer Schwimmerin. Sie trainierte im Schwimmclub Uster Wallisellen in der Nähe von Zürich.

## Karriere
Ugolkova wuschs in Moskau auf. Mit 16 zog sie in die Schweiz, weil ihre Mutter in Lugano als Trainerin engagiert wurde. Zunächst startete Ugolkova weiter für ihr Heimatland. Als ihr 2012 jedoch die Teilnahme an den Olympischen Spielen verweigert wurde, weil sie nicht in Russland trainierte, entschied sie sich für einen Nationenwechsel. 2015 wurde sie Schweizer Bürgerin.
Bei den Olympischen Sommerspielen 2016 in Rio de Janeiro vertrat sie das Team vom Swiss Olympic und schwamm die 4 × 100-m-Freistilstaffel, 100 m Freistil und 200 m Lagen. Bei den Europameisterschaften 2018 in Glasgow wurde sie über 200 m Lagen Dritte mit einer Zeit von 2:10,83 min. Die Goldmedaille ging an Katinka Hosszú aus Ungarn, Zweite wurde Ilaria Cusinato aus Italien. Bei den Kurzbahneuropameisterschaften 2019 folgte über 200 m Lagen der Gewinn der Silbermedaille. Auch bei den 2021 ausgetragenen Olympischen Spielen 2020 in Tokio trat Ugolkova in drei Wettkämpfen an: 100 m Freistil, 100 m Schmetterling und 200 m Lagen. Ihr bestes Resultat erzielte sie mit Rang neun über 200 m Lagen.
Am 30. Dezember 2022 gab sie ihren Rücktritt vom Schwimmsport bekannt.

## Rekorde
Ugolkova hält mehrere Schweizer Schwimmrekorde, darunter 200 m Freistil, 200 m Rücken, 100 m Schmetterling, 100 und 200 m Lagen und zahlreiche weitere Staffelrekorde sowohl auf der Kurzbahn als auch auf der Langbahn. Zusätzlich hält sie mehrere Schweizer Meisterschafts-Rekorde, Schweizer Mannschafts-Meisterschafts-Rekorde, Schweizer Rekorde im französischsprachigen Landesteil und Schweizer Rekorde im deutschsprachigen Landesteil.